# Armstrong Whitworth F.K.6
L'Armstrong Whitworth F.K.6 était un avion de combat triplace de la Première Guerre mondiale.
C’est en 1915 que Frederick Koolhoven entreprit la réalisation d’un chasseur d’escorte triplace motorisé par un unique moteur 12 cylindres refroidi par eau de 250 ch, le Rolls-Royce Eagle. Cet appareil se distinguait par sa formule originale : Il s’agissait d’un triplan à ailes inégales non décalées, le plan médian, beaucoup plus long que les deux autres, supportant des nacelles d’extrados. Celles-ci encadraient donc l’hélice quadripale et recevaient à l’avant les mitrailleurs. L’unique prototype fut accidenté avant même son premier vol, capotant au décollage, mais la formule fut reprise sur le F.K.12.  